# Mungava intermedia
Mungava intermedia is een mosselkreeftjessoort uit de familie van de Candonidae. De wetenschappelijke naam van de soort is voor het eerst geldig gepubliceerd in 1987 door Wouters.